# 孙毓棠
孙毓棠（1911年—1985年9月5日），笔名唐鱼，江苏无锡人， 中国历史学家、诗人。其长篇史诗《宝马》被称为中国现代诗中第一首叙事长诗。

## 生平
1911年，孫毓棠出生於一個書香世家，他的外祖父是位翰林，官至禮部尚書。
1928年8月肄业于天津南开中学。1933年毕业于清华大学历史系。畢業後，曾在天津河北省立女子師範學院史地系任教，1935年8月，留學日本，就讀於東京帝國大學歷史系從事中國古代史的研究。1937年春，東京的部分中國留學生組成“中華留日戲劇協會”，準備排演曹禺的《日出》，邀曾經出演過這部戲劇的鳳子赴日參加演出。而就在這次演出中，鳳子認識了孫毓棠。抗戰爆發後，二人回國並於南京結為連理。南京淪陷後輾轉上海、武漢、桂林到昆明，並任教國立雲南大學和西南聯大歷史系。曹禺回返重慶時，鳳子意欲隨往發展其舞台生命。鳳子到重慶後，有了更多演出的機會，而且進入了電影界，但她與曹禺之間不斷有緋聞傳出，1945年9月抗戰勝利之後，他們離婚。孫也應牛津大學邀請任客座研究員。
1948年8月回國，任國立清华大学教授。1952年8月，任中国科学院经济研究所研究员。1957，他被劃為右派。1959年，孫毓棠轉入中国社会科学院历史研究所任研究員，後期他和啟功等人一起負責校點《二十四史》《清史稿》工作。
1985年9月5日病逝